# Parc Nacional d'Altıağac
El Parc Nacional d'Altıağac (en àzeri: Altıağac Milli Parkı) és un parc nacional de l'Azerbaidjan. Va ser establert pel decret del President de l'Azerbaidjan, Ilham Alíev, en una superfície d'11.035 hectàrees (110,35 quilòmetres quadrats) en 2 divisions administratives el raió de Xızı i el raió de Siyəzən el 31 d'agost de 2004.
L'àrea d'Altyaghach està en un 90,5% cobert per boscos caducifolis de fulla ampla en zones temperades. Els principals tipus d'arbres són la Parrotia persica, Quercus macranthera, Fraxinus angustifolia, Fagus orientalis.